# HMS Neptune (20)
Pour les autres navires du même nom, voir HMS Neptune.
L'HMS Neptune était un croiseur léger de classe Leander ayant servi dans la Royal Navy pendant la Seconde Guerre mondiale.
Neuvième navire de la Royal Navy à porter ce nom, sa quille est posée à Portsmouth Dockyard le 24 septembre 1931, il est lancé le 31 janvier 1933 et mis en service le 12 février 1934 comme pennant number « 20 ».

## Historique

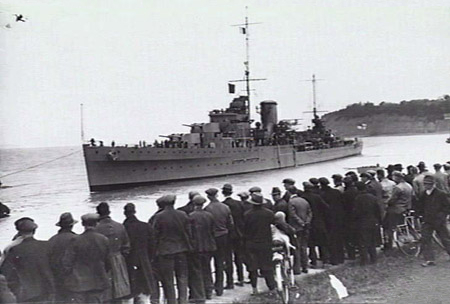
Le Neptune en 1937.

Pendant la Seconde Guerre mondiale, le Neptune fut constitué d'un équipage de la Royal New Zealand Navy.
En décembre 1939, le Neptune participe à la traque du croiseur lourd allemand Admiral Graf Spee. Après la bataille du Rio de la Plata, il est envoyé avec d'autres unités de la Royal Navy en Uruguay. Lorsque les Allemands sabordent le Graf Spee au large de Montevideo le 17 décembre, le Nepture est encore en transit.
Le Neptune a été le premier navire britannique à repérer la flotte italienne lors de la bataille de Calabre le 9 juillet 1940. À 15 h 22, un obus de 6 pouces du Giuseppe Garibaldi touche le Neptune et détruit la rampe permettant le lancement des avions de reconnaissances. Quelques minutes plus tard, il cible et touche à six reprises le croiseur lourd Bolzano. Cela occasionne des dommages en dessous de la ligne de flottaison, sur la tourelle B tandis que les hommes à l'intérieur continuent de faire feu, et dans la salle des torpilles, où deux membres d'équipage sont tués.
En 1941, le navire opère dans la Force K. Leur tâche était d'intercepter et de détruire les convois allemands et italiens en route vers la Libye. Les convois fournissaient des troupes et du matériel à l'Afrika Korps de Rommel présente en Afrique du Nord.
Au lendemain de la première bataille de Syrte, le 18 décembre 1941, la Force K est envoyé intercepter un convoi en direction de Tripoli.
Dans la nuit du 19 au 20 décembre, le Neptune touche deux mines dans un champ posé par des croiseurs légers italiens. Les deux autres croiseurs présents, l'HMS Aurora et l'HMS Penelope sont également endommagés par des mines.
En tentant de sortir du champ de mines, le Neptune en touche une troisième au niveau des hélices, le laissant à la dérive. Les deux autres navires également en difficultés, sont incapable d'aider.
Les destroyers Kandahar et Lively sont envoyés sur zone pour tenter un remorquage. Le Kandahar touche une mine et commence à dériver. Le Neptune signale alors au Lively d'abandonner l'opération. Le Kandahar est torpillé par le Jaguar pour empêcher sa capture.
Après avoir touché une quatrième mine, le navire chavire et coule rapidement, tuant 737 membres d'équipage. 30 autres survivent au naufrage avant de périr noyés. Seul un matelot est repêché cinq jours plus tard par le torpilleur italien Generale Achille Papa (en).